# Pirajuí
Pirajuí es un municipio brasileño del estado de São Paulo. Se localiza a una latitud 21°59′55″ sur y a una longitud 49º27'26" oeste, estando a una altitud de 468 metros. Su población estimada en 2004 era de 20 745 habitantes.
Posee un área de 821,68 km². 

## Toponimia
Pirajuí (originalmente "Pirajuhy"), deriva del tupí-guaraní "pirajuy", compuesto por los vocablos "piraju" (lit., «pez amarillo» - Salminus brasiliensis), e "y" («agua», sufijo para designar ríos): Río de los peces amarillos.

## Demografía
Datos del censo - 2000
Población Total: 20 095
- Urbana: 16 267
- Rural: 3 828
- Hombres: 10 714
- Mujeres: 9 381

Densidad demográfica (hab./km²): 24,52
Mortalidad infantil hasta 1 año (por mil): 16,67
Expectativa de vida (años): 70,79
Tasa de fertilidad (hijos por mujer): 2,14
Tasa de Alfabetización: 90,18%
Índice de Desarrollo Humano (IDH-M): 0,779
- IDH-M Salario: 0,709
- IDH-M Longevidad: 0,763
- IDH-M Educación: 0,866

Fuente: Instituto de Encuesta Económica Aplicada

### Hidrografía
- Río Dourado
- Río Aguapeí

### Carreteras
- SP-300
- SP-331

## Medios de comunicación
En telecomunicaciones, la ciudad fue atendida por Companhia Telefônica Brasileira hasta 1973, cuando pasó a ser atendida por Telecomunicações de São Paulo. En julio de 1998, esta empresa fue adquirida por Telefónica, que adoptó la marca Vivo en 2012.
Actualmente la empresa es operadora de telefonía celular, línea fija, internet (fibra óptica/4G) y televisión (satélite y cable).

## Religión
El Cristianismo está presente en la ciudad de la siguiente manera:

### Iglesia Católica
La iglesia católica del municipio forma parte de la diócesis de Lins.

### Iglesia Protestante
En la ciudad están presentes las más diversas creencias evangélicas, principalmente pentecostales, incluidas las Asambleas de Dios de Brasil (la iglesia evangélica más grande del país), Congregación Cristiana, entre otras. Estas denominaciones están creciendo cada vez más en todo Brasil.